# Kapitulation von Livland und Estland
Bündnisverträge

Preobraschenskoje (1699) • Dresden (1699) • Narva (1704) • Dresden (1709) • Thorn (1709) • Kopenhagen (1709) • Hannover (1710) • Lutsk (1711) • Adrianopel (1713) • Schwedt (1713) • Stettin (1715) • Berlin (1715) • Greifswald (1715)
Friedensverträge

Traventhal (1700) • Warschau (1705) • Altranstädt (1706) • Pruth (1711) • Frederiksborg (1720) • Stockholm (1719) • Stockholm (1720) • Nystad (1721)  • Stockholm (1729)
Kapitulationen

Estland und Livland (1710)
Die Kapitulation von Livland und Estland bezeichnet die beiden Unterwerfungsverträge der beiden schwedischen Provinzen Schwedisch-Livland und Schwedisch-Estland mit dem Zarentum Russland im Großen Nordischen Krieg.

## Vertragsunterzeichnungen

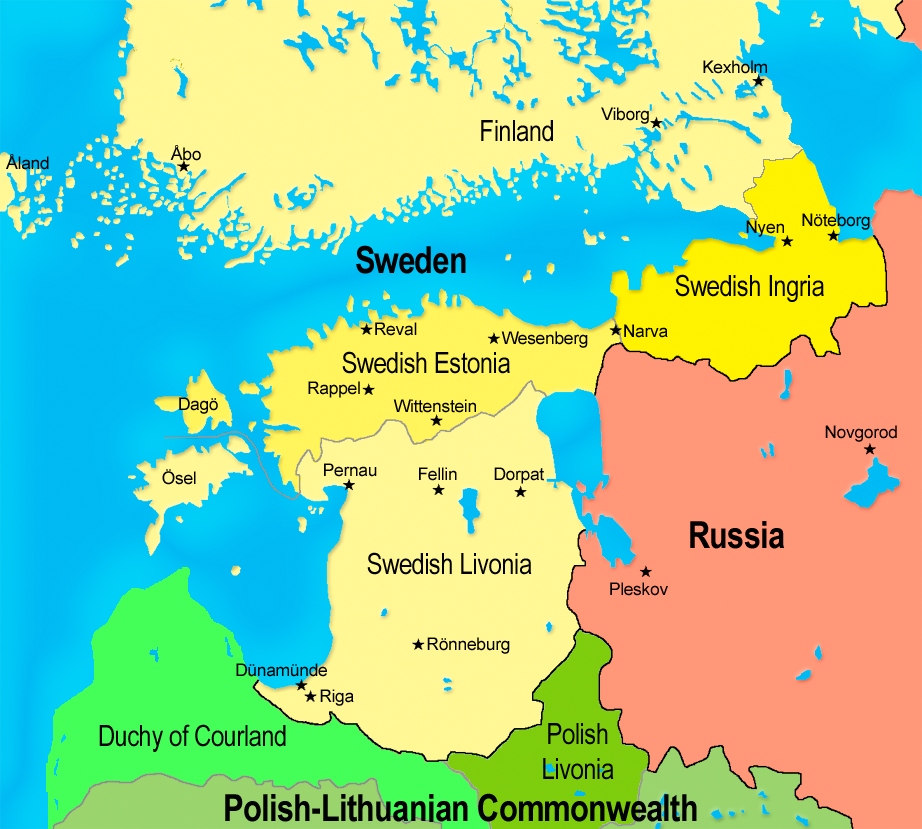
Die schwedischen Besitzungen im Baltikum

Die Rivalität Schwedens und Russlands im Kampf um das Baltikum steigerte sich Ende des 17. Jahrhunderts. Nach der Großen Gesandtschaft durch Mittel- und Westeuropa hatte sich Peter I. entschlossen, die Auseinandersetzung zunächst nicht mit dem Osmanischen Reich im Süden, sondern mit Schweden im Nordwesten zu suchen. Im Jahre 1700 begann der Große Nordische Krieg. Nach fast zehn Jahren Kämpfe und bis dahin unbekannter Verwüstungen auf dem Livländisch-Estnischen Kriegsschauplatz wendete sich das Kriegsglück dauerhaft zugunsten Russlands. Nach der für Karl XII. von Schweden so verhängnisvollen Schlacht bei Poltawa 1709 eroberte Russland die baltischen Provinzen mit ihren Hauptstädten Riga und Reval.
Livland, das bis 1918 der Name eines Gouvernements des russischen Kaiserreiches war, und das heute zwischen Estland und Lettland geteilt ist, stand seit 1629 unter schwedischer Herrschaft. Vor dem Großen Nordischen Krieg war es in Schwedisch-Livland zu den sogenannten Reduktionen gekommen. Zu Gunsten der Krone sollten die angestammten livländischen Eliten ihre Privilegien und Besitztümer aufgeben. Dies rief naturgemäß Ablehnung bei den Ständen und dem einheimischen Adel hervor. In Schwedisch-Estland waren die Privilegien dagegen erhalten geblieben.

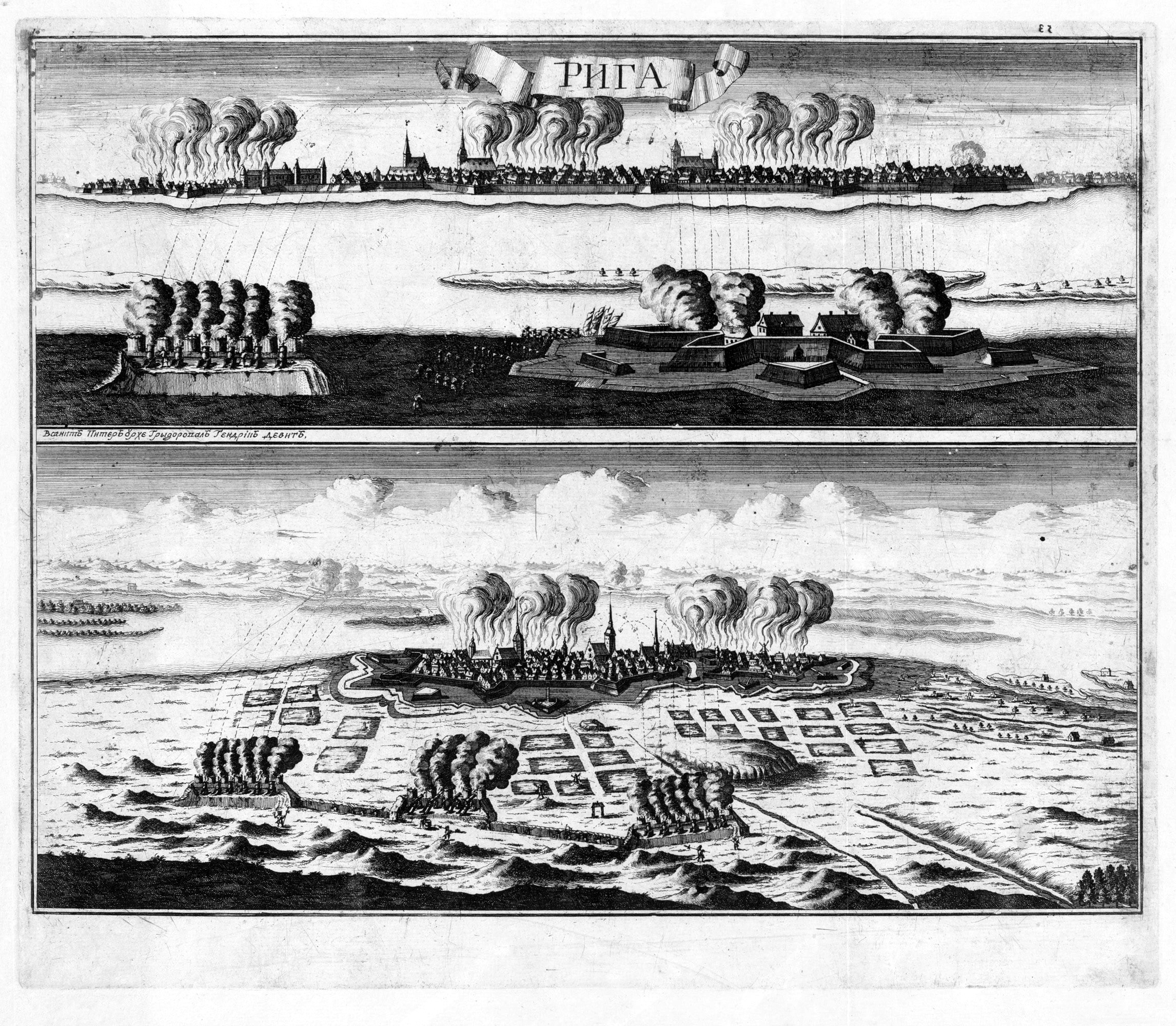
Belagerung von Riga 1710

Die Bestätigung der Privilegien und Gewohnheiten war für Schwedisch-Livland unabdingbar, da Scheremetew im Lager vor Riga im November 1709 in Vollmacht des Zaren eine Bekanntmachung erließ, in welcher der Zar versprach, die livländische Ritterschaft von der schwedischen Dienstbarkeit zu befreien und ihre Rechte, Freiheiten und Gewohnheiten wiederherzustellen. Dies förderte die Bereitschaft der belagerten Stadt, in die sich ein großer Teil des Adels geflüchtet hatte, zu kapitulieren. Am 4. Juli 1710 schlossen die siegreichen Russen unter der Führung von Scheremetew mit der Stadt Riga und mit der Livländischen Ritterschaft Unterwerfungsverträge, sogenannte Kapitulationen, welche die Sonderstellung Livlands und Rigas im russischen Reich begründeten. Am 14. Juli 1710 huldigten die Livländische Ritterschaft und der Ständerat von Riga Zar Peter I. 
Am 29. September 1710 folgten ähnliche Vereinbarungen in der Kapitulation mit der Stadt Reval und mit der Estländischen Ritterschaft, ausgestellt im russischen Hauptquartier, das sich damals südwestlich von Reval befand. Unterschrieben wurde das Dokument auf dem Gut Hark von den beiden Unterhändlern der Estländischen Ritterschaft: Reinhold von Ungern-Sternberg und Fabian Ernst Stael von Holstein, die beide in den Jahren davor Ritterschaftshauptmann gewesen waren. Von russischer Seite unterschrieb die Kapitulation General Christian Felix Bauer.

## Gemeinsamer Inhalt der Kapitulationsurkunden
Die Kapitulation von Livland war in drei Kapitel unterteilt und war 65 Punkte lang. Unter den Artikeln 9 bis 11 wurden dem Herzogtum Estland und dem Herzogtum Livland ihre jeweiligen Privilegien, die sie unter der schwedischen Krone besessen haben (vor dem Zeitpunkt der Reduktion), als immerwährend von Zar Peter I. für sich und seine Nachfolger bestätigt.
Die Privilegien Livlands umfasste insbesondere als Selbstverwaltung folgende Bereiche: die Rechtsprechung, die Landpolizei, die Kirchenverwaltung, die Schulverwaltung, die Verwaltung der Angelegenheiten der allgemeinen Wohlfahrt, die Post und die Gemeinde- und Stadtverwaltung.
So bestanden neben der allgemeinen Verwaltung eines Gouvernements, Kronbehörden genannt, auch die Landesbehörden genannten Organe der Selbstverwaltung in Livland. Während die Kronbehörden samt dem Gouverneur oder Statthalter den zentralen russischen Behörden und Ministerien unterstand, waren die Landesbehörde selbstständige und unabhängige Behörden. Laut Kapitulation war 1710 die lutherische Konfession ausdrücklich als herrschende Landeskirche anerkannt worden. In allen Behörden und Institutionen war die deutsche Geschäftssprache beibehalten oder eingeführt worden. In den Schulen, sowohl den Kreisschulen als den Gymnasien war die Unterrichtssprache deutsch.

## Bewertung

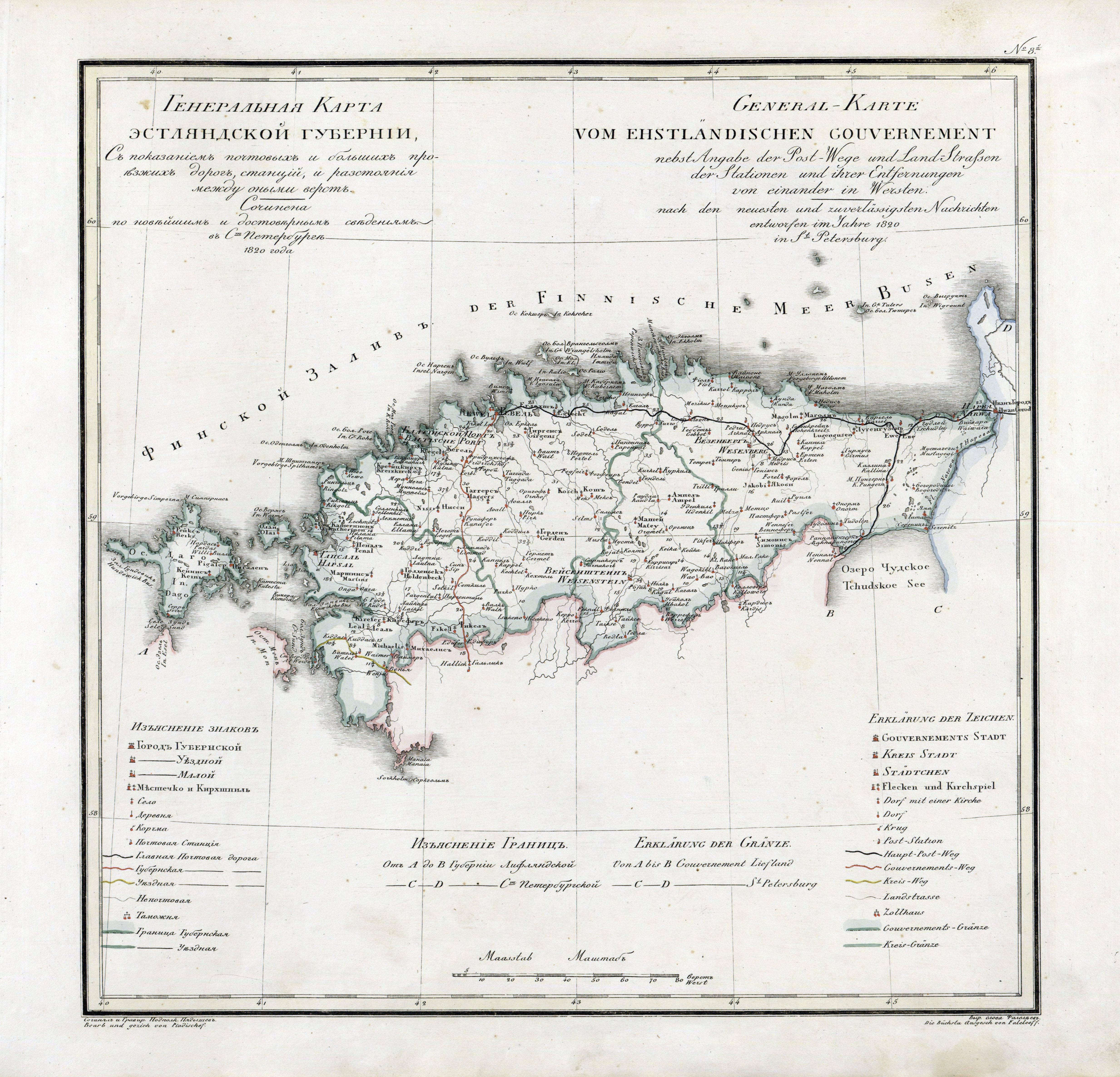
Gouvernement Estland im Russischen Kaiserreich, Karte von 1820 (Russisch-Deutsch)

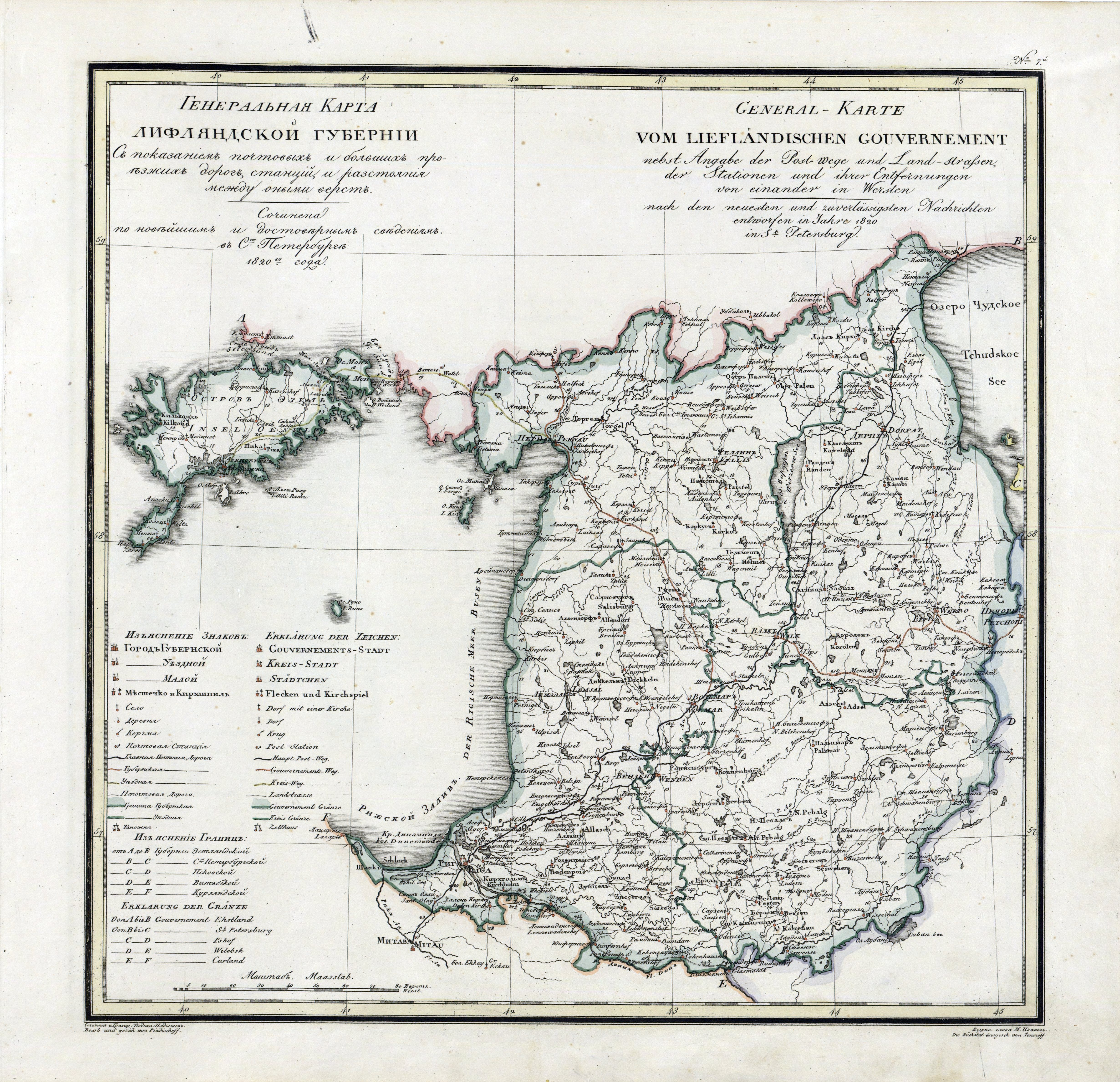
Gouvernement Livland, Karte von 1820 (Russisch-Deutsch)

Schweden musste im Frieden von Nystad mit Russland 1721 formal die Kapitulationen anerkennen. Auf diesen Kapitulationen ruhte das Staatsrecht Livlands und Estlands in der Zeit zwischen 1721 und 1918. Nur die Zeit zwischen 1860 und 1905 sowie von 1910 bis 1917 war durch eine verstärkte bis radikale Russifizierungspolitik geprägt, welche die Privilegien der Ritterschaft immer mehr einengte.
Es war ein erklärtes Ziel des Zaren und der russischen Regierung, das Image eines barbarischen Reichs abzustreifen. Ersetzt werden sollte es durch das Bild eines christlichen Landes, das wegen der von außen aufgezwungenen Isolation in der Entwicklung zurückgeblieben sei, durch Peter I. jedoch zu einem zivilisierten europäischen Land aufsteigen würde. Nach Piirimäe sind die mit den Kapitulationen von 1710 einhergehenden Bestätigungen der Privilegien als gönnerhafte Geste gegenüber den Eliten der Ostseeprovinzen zu verstehen.
Mit Estland und Livland wurden zum ersten Mal Gebiete in das Russische Reich eingegliedert, die nicht nur, wie etwa Nowgorod, unter starkem europäischen Kultureinfluss gestanden hatten, sondern die in ihrer politischen, sozialen und wirtschaftlichen Struktur, im Niveau ihrer geistigen und materiellen Kultur, in ihrer geschichtlichen Entwicklung und damit in ihren Werttraditionen echtes Abendland waren. Diese Gebiete in sein durch ganz andere geschichtliche Faktoren bestimmtes Reich einzugliedern, ohne damit einen Bruch in ihrer Entwicklung herbeizuführen, war eine für Russland neue und verantwortungsvolle Aufgabe. Peter nutzte sie, um loyale Fachkräfte für seine Pläne zur Modernisierung Russlands zu bekommen.
Durch den Regierungsantritt Katharinas wurden die Beziehungen zwischen Sankt Petersburg und den baltischen Provinzen ihrer bisherigen Stabilität beraubt. Zunächst bestätigte sie die Privilegien von 1710. Jedoch spätestens 1764 erfolgte in der Frage der Autonomie der Provinzen ein Umdenken der Kaiserin. Die Stärkung des russischen Absolutismus und der Gedanke, das Reich als ein Ganzes zu sehen, setzten die baltische Autonomie stark unter Druck.